# Francisco Coutinho da Silveira Ramos
Francisco Coutinho da Silveira Ramos (?, 1873 - Lisboa, 7 de Fevereiro de 1935) foi um jóquei e militar português.

## Biografia
Era filho do general Silveira Ramos e de Helena da Silva Ramos, irmão de Pedro Coutinho da Silveira Ramos, Francisco Silveira Ramos e Maria Manuela Ramos Steglich, e tio de Alberto Coutinho, Pedro António, Felizardo Silveira Ramos e do engenheiro Silveira Ramos.
Foi um adepto do hipismo desportivo até 1910, tendo ocupado a posição de director da Sociedade Hípica Portuguesa, e sido um leader distinguido em vários eventos internacionais, como Madrid e San Sebastián.
Quando se deu a Revolução de 5 de Outubro de 1910, era tenente do Regimento de Lanceiros N.º 2, tendo lutado pela monarquia, ao lado de Estevam Wanzeler e do Marquês de Belas. Após a vitória republicana, foi expulso do exército até 1917, quando foi amnistiado por Sidónio Pais e posto à frente do Regimento de Lanceiros N.º 2. Voltou a defender os ideias monárquicos durante a Revolta monárquica de Monsanto, em 1919, tendo por esse motivo sido novamente despedido do exército. Foi reabilitado pelo Estado Novo quando se reformou, regressando ao posto de Tenente-Coronel.
Faleceu em 7 de Fevereiro de 1935 no Hospital de São José, aos 55 anos de idade. Foi enterrado no Cemitério dos Prazeres.